# St. Charles, Arkansas
St. Charles là một thị trấn thuộc quận Arkansas, tiểu bang Arkansas, Hoa Kỳ. Năm 2010, dân số của thị trấn này là 230 người.

## Dân số
- Dân số năm 2000: 261 người.
- Dân số năm 2010: 230 người.